# Convento di San Nicola (Alvito)
Il convento di San Nicola è un ex convento dei francescani conventuali della città di Alvito, di origini cinquecentesche, ma con rifacimenti settecenteschi, a cui è annessa l'omonima chiesa. È oggi un edificio pubblico, per buona parte di proprietà dell'amministrazione provinciale di Frosinone, con all'interno un istituto tecnico statale per l'agraria, mentre la chiesa appartiene al "Fondo edifici di culto" che afferisce al Ministero dell'interno.

## Storia
L'edificio fu costruito del 1516 con le rendite della chiesa di Santa Maria del Campo, prepositura benedettina nella Valle di Comino, ricondotta da allora all'amministrazione cittadina alvitana. Il monastero fu edificato fuori dalle mura, alle pendici del colle su cui giace la città, su una propaggine che si spinge nella sottostante piana di Alvito. Viene citata la sua ricchezza, testimoniata anche dalla sontuosità dell'edificio.
Ampliato e restaurato nel 1720, nella seconda metà del XVIII secolo il pontefice Clemente XIV, che vi aveva passato un anno come maestro dei novizi, lo fece arricchire e ornare di numerose opere d'arte, tanto che fu chiamato "il piccolo Montecassino".

## Arte e architettura
Le strutture architettoniche presentano forme artistiche vicine al tardo-barocco romano o barocchetto. Di interesse artistico nell'edificio si ricordano il chiostro, rimaneggiato dopo recenti restauri, e un bel portone d'ingresso. La chiesa, ad una sola navata, è posta al lato settentrionale dell'edificio. Custodiva un tempo due quadri di Raffaello.